# Ada Pellegrini Grinover
Ada Pellegrini Grinover (Nápoles, 16 de abril de 1933 – São Paulo, 13 de julho de 2017) foi uma jurista e advogada ítalo-brasileira, professora titular da Universidade de São Paulo e procuradora do Estado de São Paulo.

## Biografia
Filha do advogado e professor universitário Giampietro Domenico Pellegrini, que foi ministro da Fazenda da República Social Italiana entre 1943 e 1945, Ada Pellegrini emigrou com a família para o Brasil em 1951, estabelecendo-se em São Paulo. Em 1957, casou-se com o arquiteto Lucio Grinover, também italiano.
Formou-se em direito pela Faculdade de Direito da Universidade de São Paulo (USP) em 1958. Pela mesma universidade, concluiu o doutorado em direito em 1970 e obteve o título de livre-docente em direito processual civil em 1973.
Ingressou como docente da USP em 1971, tornou-se professora titular do Departamento de Direito Processual em 1980 e aposentou-se em 2003.
Foi procuradora do Estado de São Paulo entre 1970 e 1992. Recebeu o título de doutora honoris causa pela Universidade de Milão e foi membro da Academia Paulista de Letras. Atuou também como árbitra e advogada em procedimentos arbitrais, e ministrou palestras.
Junto de outros grandes nomes do direito como Miguel Reale, Maria Helena Diniz e o Gofredo da Silva Teles Júnior, participou ativamente da elaboração do Código Civil brasileiro de 2002 e atuou também na reforma do Código de Processo Penal e do Código de Defesa do Consumidor, contribuindo de forma decisiva ao atual desenvolvimento social e jurídico brasileiro. Foi, ainda, coautora da Lei de Interceptações Telefônicas, da Lei de Ação Civil Pública e da Lei do Mandado de Segurança. Contribuiu para a elaboração do Projeto de Lei n. 8.058/2014, que trata do controle jurisdicional de políticas públicas, em trâmite na Câmara dos Deputados.
Em 2005 foi lançado o livro Estudos em Homenagem à Professora Ada Pellegrini Grinover pela editora DPJ, organizado pelos professores Flávio Luiz Yarshell e Maurício Zanoide de Moraes.
Morreu aos 84 anos de idade. O então presidente do Conselho Seccional da OAB de São Paulo, Marcos da Costa, decretou luto oficial em homenagem à jurista: “Neste momento, dedico meus sentimentos aos familiares, amigos e alunos da nossa eterna e querida professora que é uma referência para toda a advocacia nacional”. Ela foi cremada no Cemitério Horto da Paz, em Itapecerica da Serra.

## Obras
- A Ação Civil Pública
- Direito Civil e Processo
- Direito Processual Coletivo
- Eficácia e Autoridade da Sentença e Outros Escritos sobre a Coisa Julgada
- Escritos de Direito e Processo Penal em Homenagem ao Professor Paulo Cláudio Tovo
- Estudos de Direito Processual Civil
- Estudos e Pareceres de Direito Processual Civil
- Execução Civil
- Fascículos de Ciências Penais
- Foemina: contos
- Juizados Especiais Criminais
- A Marcha do Processo
- Mediação e Gerenciamento do Processo''
- As Nulidades no Processo Penal
- Os Poderes do Juiz e o Controle das Decisões Judiciais
- Portugal - Brasil Ano 2000
- Processo Civil e Interesse Público
- O Processo e Constituição
- Processos Coletivos nos Países de Civil Law e Common Law
- Recursos no Processo Penal
- Responsabilidade Penal da Pessoa Jurídica e Medidas Provisórias e Direito Penal
- Teoria Geral do Processo
- O Controle Jurisdicional de Políticas Públicas